# Lista över matematiska symboler
Det här är en lista över vanligt förekommande symboler som används i matematiska uttryck. Vilka symboler som används för att representera ett matematiskt koncept kan variera. Så används exempelvis i vissa sammanhang tecknet ≡ snarare än = för att representera likhet. Symbolerna i den här listan är sådana som är i mer allmänt bruk. 
| Symbol                           | Funktion | Utläses                                                   | Område               |
| -------------------------------- | --- | --------------------------------------------------------- | -------------------- |
| +                                | addition | plus                                                      | aritmetik            |
| +                                | 4 + 6 = 10 betyder: om 4 adderas till 6 blir summan, eller resultatet, 10. |                                                           |                      |
| +                                | 43 + 65 = 108; 2 + 7 = 9 |                                                           |                      |
| −                                | subtraktion | minus                                                     | aritmetik            |
| −                                | 9 − 4 = 5 betyder: om 4 dras från 9 så blir resultatet 5. Tecknet − har sammanlagt tre olika betydelser. Som unär operator betecknar den "motsatta talet", och som prefix betecknar den ett negativt tal. Till exempel: 5 + (−3) = 2 betyder att om fem och minus tre adderas blir resultatet två. |                                                           |                      |
| −                                | 36 − 5 = 31 (subtraktion); 4 − (−3) = 7 (negativt tal); −a är ett positivt tal om a < 0 (motsatta talet) |                                                           |                      |
| ±                                | plus-minus | plus eller minus                                          | aritmetik            |
| ±                                | ± är en symbol som både betyder + och −, vilket både kan avse positiva/negativa värden respektive addition och subtraktion. Tecknet används bland annat för att beskriva lösningar till ekvationer med två olika lösningar.                                                                        |                                                           |                      |
| ±                                | x ± 3 = (x + 3) och (x − 3) |                                                           |                      |
| ∓                                | minus-plus | minus eller plus                                          | aritmetik            |
| ∓                                | ∓ är en symbol som både betyder − och +, vilket både kan avse negativa/positiva värden respektive subtraktion och addition. Symbolen används framförallt i samband med ±, och avser då att det omvända tecknet mot ± ska användas.                                                                 |                                                           |                      |
| ∓                                | x ± y ∓ 3 = (x + y − 3) och (x − y + 3) |                                                           |                      |
| ⇒ →                              | implikation | implicerar; om .. så                                      | satslogik            |
| ⇒ →                              | A ⇒ B betyder: om A är sann är B också sann; om A är falsk är ingenting sagt om B. → kan betyda samma sak som ⇒, eller den kan syfta på funktioner (se nedan) |                                                           |                      |
| ⇒ →                              | x = 2 ⇒ x2 = 4 är sant, men x2 = 4 ⇒ x = 2 är falskt (eftersom x även skulle kunna vara −2) |                                                           |                      |
| ⇔ ↔                              | ekvivalens | om och endast om; omm                                     | satslogik            |
| ⇔ ↔                              | A ⇔ B betyder: A är sann om B är sann, och A är falsk om B är falsk. |                                                           |                      |
| ⇔ ↔                              | x + 5 = y + 2 ⇔ x + 3 = y |                                                           |                      |
| ∵                                | eftersom | ty; därför att; på grund av att                           | satslogik            |
| ∵                                | Sokrates är en man. Sokrates är dödlig ∵ alla män är dödliga. |                                                           |                      |
| ∵                                | xy = 0 ∵ y = 0 |                                                           |                      |
| ∴                                | alltså | alltså; detta betyder att                                 | satslogik            |
| ∴                                | Alla män är dödliga och Sokrates är en man. ∴ Sokrates är dödlig. |                                                           |                      |
| ∴                                | x + 3 = 4 ∴ x = 1 |                                                           |                      |
| ∧                                | logiskt "och" | OCH                                                       | satslogik            |
| ∧                                | Påståendet A ∧ B är sant omm A och B båda är sanna; annars är det falskt. |                                                           |                      |
| ∧                                | n < 4 ∧ n > 2 ⇔ n = 3 då n är ett naturligt tal |                                                           |                      |
| ∨                                | logiskt "eller" | ELLER                                                     | satslogik            |
| ∨                                | Påståendet A ∨ B är sant om A eller B (eller båda) är sanna; om båda är falska är påståendet falskt. |                                                           |                      |
| ∨                                | n ≥ 4 ∨ n ≤ 2 ⇔ n ≠ 3 då n är ett naturligt tal |                                                           |                      |
| ¬ /                              | logisk negation | ICKE                                                      | satslogik            |
| ¬ /                              | Påståendet ¬A är sant om A är falskt. Ett snedstreck genom en annan operator är ekvivalent med ett "¬" framför. |                                                           |                      |
| ¬ /                              | ¬(A ∧ B) ⇔ (¬A) ∨ (¬B); x ∉ S ⇔ ¬(x ∈ S) |                                                           |                      |
| ;                                | semikolon | sådant att                                                | överallt             |
| ;                                | |                                                           |                      |
| ;                                | Välj ett x ∈ C ; x4 = 1. Då har man fyra olika möjligheter att välja x, nämligen 1, -1, i och -i. Se även ∀ , ∃ |                                                           |                      |
| ∀                                | allkvantifikator | för alla; för vilken som helst; för varje                 | predikatlogik        |
| ∀                                | ∀ x: P(x) betyder: P(x) är sann för alla x |                                                           |                      |
| ∀                                | ∀ n ∈ N: n2 ≥ n |                                                           |                      |
| ∃                                | existenskvantifikator | det existerar                                             | predikatlogik        |
| ∃                                | ∃ x; P(x) betyder: det finns åtminstone ett x sådant att P(x) är sant. |                                                           |                      |
| ∃                                | ∃ n ∈ N; n + 5 = 2n |                                                           |                      |
| ∃!                               | entydighet | Det existerar ett unikt; det existerar ett och endast ett | predikatlogik        |
| ∃!                               | ∃! x; P(x) betyder: det finns exakt ett x sådant att P(x) är sant. |                                                           |                      |
| ∃!                               | ∃! n ∈ N; n + 5 = 2n |                                                           |                      |
| =                                | likhetstecken | är lika med                                               | överallt             |
| =                                | x = y betyder: x och y är olika namn på en och samma sak. |                                                           |                      |
| =                                | 1 + 2 = 6 − 3 |                                                           |                      |
| := :⇔ ≡                          | definition | definieras som; definieras genom                          | överallt             |
| := :⇔ ≡                          | x := y betyder: x definieras att vara ett annat namn på y P :⇔ Q betyder: P definieras att vara logiskt ekvivalent med Q |                                                           |                      |
| := :⇔ ≡                          | cosh x := (1/2)(exp x + exp (−x)); A XOR B :⇔ (A ∨ B) ∧ ¬(A ∧ B) |                                                           |                      |
| { , }                            | mängdklammer | mängden ...                                               | mängdlära            |
| { , }                            | {a,b,c} betyder: mängden som består av a, b, och c |                                                           |                      |
| { , }                            | N = {0,1,2,...} |                                                           |                      |
| { : } { \| }                     | mängdbyggarnotation | mängden av alla ... sådana att ...                        | mängdlära            |
| { : } { \| }                     | {x : P(x)} betyder: mängden av alla x för vilka P(x) är sant. {x \| P(x)} är samma sak som {x : P(x)}. |                                                           |                      |
| { : } { \| }                     | {n ∈ N : n2 < 20} = {0,1,2,3,4} |                                                           |                      |
| ∅ {}                             | tomma mängden | tomma mängden                                             | mängdlära            |
| ∅ {}                             | {} betyder: mängden utan element; ∅ är samma sak |                                                           |                      |
| ∅ {}                             | {n ∈ N : 1 < n2 < 4} = {} |                                                           |                      |
| ∈ ∉                              | tillhör | i; finns i; är ett element i; tillhör                     | mängdlära            |
| ∈ ∉                              | a ∈ S betyder: a är ett element i mängden S; a ∉ S betyder: a är inte ett element i mängden S |                                                           |                      |
| ∈ ∉                              | (1/2)−1 ∈ N; 2−1 ∉ N |                                                           |                      |
| ⊆ ⊂                              | delmängd | är en delmängd av                                         | mängdlära            |
| ⊆ ⊂                              | A ⊆ B betyder: varje element i A är också ett element i B A ⊂ B betyder: A ⊆ B men A ≠ B |                                                           |                      |
| ⊆ ⊂                              | A ∩ B ⊆ A; Q ⊂ R |                                                           |                      |
| ⊇ ⊃                              | supermängd | är en supermängd till                                     | mängdlära            |
| ⊇ ⊃                              | A ⊇ B betyder: A innehåller delmängden B, d.v.s. varje element i B finns också i A ⊃ B betyder: A ⊇ B men A ≠ B |                                                           |                      |
| ⊇ ⊃                              | |                                                           |                      |
| ∪                                | union | unionen av ... och ...; union                             | mängdlära            |
| ∪                                | A ∪ B betyder: mängden som innehåller alla element som finns i A men även alla som finns i B, men inga andra. |                                                           |                      |
| ∪                                | A ⊆ B ⇔ A ∪ B = B |                                                           |                      |
| ∩                                | snitt | snittet mellan... och ...; snitt                          | mängdlära            |
| ∩                                | A ∩ B betyder: mängden som innehåller alla element som A och B har gemensamt. |                                                           |                      |
| ∩                                | {x ∈ R : x2 = 1} ∩ N = {1} |                                                           |                      |
| \                                | mängddifferens | minus; utom                                               | mängdlära            |
| \                                | A \ B betyder: mängden av element som finns i A men inte i B |                                                           |                      |
| \                                | {1,2,3,4} \ {3,4,5,6} = {1,2} |                                                           |                      |
| {\textstyle \complement }        | komplement | komplementet till                                         | mängdlära            |
| {\textstyle \complement }        | {\displaystyle \complement A} betyder: mängden av element som inte tillhör mängden A |                                                           |                      |
| ( ) [ ] { }                      | funktionsverkan; gruppering | av                                                        | mängdlära analys     |
| ( ) [ ] { }                      | för funktionsverkan: f(x) betyder: värdet av funktionen f som verkar på elementet x för gruppering: utför operationerna inuti parenteserna först. |                                                           |                      |
| ( ) [ ] { }                      | Om f(x) := x2 så f(3) = 32 = 9; (8/4)/2 = 2/2 = 1, men 8/(4/2) = 8/2 = 4 |                                                           |                      |
| f:X→Y                            | funktionspil | från ... till                                             | funktioner           |
| f:X→Y                            | f: X → Y betyder: funktionen f avbildar mängden X på mängden Y |                                                           |                      |
| f:X→Y                            | Betrakta funktionen f: Z → N som definieras genom f(x) = x2 |                                                           |                      |
| ℕ                                | naturliga tal | ℕ                                                         | tal                  |
| ℕ                                | ℕ (alternativt N) betyder: {0, 1, 2, 3, …} |                                                           |                      |
| ℕ                                | { \|a\| : a ∈ ℤ} = ℕ |                                                           |                      |
| ℤ                                | heltal | ℤ                                                         | tal                  |
| ℤ                                | ℤ (alternativt Z) betyder: {…, −3, −2, −1, 0, 1, 2, 3, …} |                                                           |                      |
| ℤ                                | {a : \|a\| ∈ ℕ} = ℤ |                                                           |                      |
| ℚ                                | rationella tal | ℚ                                                         | tal                  |
| ℚ                                | ℚ (alternativt Q) betyder: {p/q : p,q ∈ ℤ, q ≠ 0} |                                                           |                      |
| ℚ                                | 3.14 ∈ ℚ; π ∉ ℚ |                                                           |                      |
| ℝ                                | reella tal | ℝ                                                         | tal                  |
| ℝ                                | ℝ (alternativt R) betyder: {limn→∞ an : ∀ n ∈ ℕ: an ∈ ℚ, gränsvärdet existerar} |                                                           |                      |
| ℝ                                | π ∈ ℝ; √(−1) ∉ ℝ |                                                           |                      |
| ℂ                                | komplexa tal | ℂ                                                         | tal                  |
| ℂ                                | ℂ (alternativt C) betyder: {a + bi : a,b ∈ ℝ} |                                                           |                      |
| ℂ                                | i = {\displaystyle {\sqrt {-1}}} ∈ ℂ |                                                           |                      |
| < >                              | jämförelse | är mindre än, är större än                                | partiell ordning     |
| < >                              | x < y betyder: x är mindre än y; x > y betyder: x är större än y |                                                           |                      |
| < >                              | x < y ⇔ y > x |                                                           |                      |
| ≤ ≥                              | jämförelse | är mindre än eller lika med, är större än eller lika med  | partiell ordning     |
| ≤ ≥                              | x ≤ y betyder: x är mindre än eller lika med y; x ≥ y betyder: x är större än eller lika med y |                                                           |                      |
| ≤ ≥                              | x ≥ 1 ⇒ x2 ≥ x |                                                           |                      |
| {\displaystyle {\sqrt {\,\,\,}}} | kvadratrot | kvadratroten ur; kvadratrot                               | reella tal           |
| {\displaystyle {\sqrt {\,\,\,}}} | {\displaystyle {\sqrt {x}}} betyder: det positiva tal vars kvadrat är x |                                                           |                      |
| {\displaystyle {\sqrt {\,\,\,}}} | {\displaystyle {\sqrt {x^{2}}}\,=\,\|x\|} |                                                           |                      |
| {\displaystyle \infty }          | oändlighet | oändlighet                                                | tal                  |
| {\displaystyle \infty }          | {\displaystyle \infty } är det element i den utvidgade talaxeln som är större än alla reella tal; det används ofta i gränsvärden |                                                           |                      |
| {\displaystyle \infty }          | {\displaystyle \lim _{x\to 0}{\frac {1}{\|x\|}}=\infty } |                                                           |                      |
| π                                | pi | pi                                                        | Euklidisk geometri   |
| π                                | {\displaystyle \pi } betyder: kvoten av en cirkels omkrets med dess diameter |                                                           |                      |
| π                                | {\displaystyle A=\pi r^{2}} är arean av en cirkel med radien r |                                                           |                      |
| !                                | fakultet | fakultet                                                  | kombinatorik         |
| !                                | n! är produkten 1·2·...·n |                                                           |                      |
| !                                | 4! = 24 ; 1·2·3·4 |                                                           |                      |
| \|                               | absolutbelopp | absolutbeloppet av; beloppet av                           | tal                  |
| \|                               | \|x\| betyder: avståndet längs reella axeln (eller i det komplexa planet) mellan x och noll |                                                           |                      |
| \|                               | {\displaystyle \|a+bi\|={\sqrt {a^{2}+b^{2}}}} |                                                           |                      |
| \|\|                             | norm | normen av; längden av                                     | funktionalanalys     |
| \|\|                             | \|\|x\|\| är normen av elementet x i ett normerat vektorrum |                                                           |                      |
| \|\|                             | \|\|x+y\|\| ≤ \|\|x\|\| + \|\|y\|\| |                                                           |                      |
| ∑                                | summation | summan av ... över ... från ... till ...                  | aritmetik            |
| ∑                                | {\displaystyle \sum _{k=1}^{n}a_{k}} betyder: {\displaystyle a_{1}+a_{2}+...+a_{n}} |                                                           |                      |
| ∑                                | {\displaystyle \sum _{k=1}^{4}k^{2}=1^{2}+2^{2}+3^{2}+4^{2}=1+4+9+16=30} och utläses: summera k kvadrat över alla k från 1 till 4 |                                                           |                      |
| ∏                                | produkt | produkten av ... över ... från ... till ...               | aritmetik            |
| ∏                                | {\displaystyle \prod _{k=1}^{n}a_{k}} betyder: {\displaystyle a_{1}\cdot a_{2}\cdot ...\cdot a_{n}} |                                                           |                      |
| ∏                                | {\displaystyle \prod _{k=1}^{4}(k+2)=(1+2)(2+2)(3+2)(4+2)=3\cdot 4\cdot 5\cdot 6=360} {\displaystyle \prod _{k=1}^{n}k=1\cdot 2\cdot 3\cdot ...\cdot n=n!} |                                                           |                      |
| ∫                                | integration | integralen från ... till ... av ... med avseende på       | analys               |
| ∫                                | {\displaystyle \int _{a}^{b}f(x)\,dx} betyder: arean mellan x-axeln och grafen av funktionen f från x = a till x = b, där de delar som ligger under x-axeln räknas som negativ area. |                                                           |                      |
| ∫                                | {\displaystyle \int _{0}^{b}x^{2}\,dx={\frac {b^{3}}{3}}\,;\,\int _{a}^{b}x^{2}\,dx={\frac {b^{3}}{3}}-{\frac {a^{3}}{3}}} |                                                           |                      |
| {\displaystyle \oint \!\,}       | cirkulationsintegral | cirkulationsintegral                                      | analys               |
| {\displaystyle \oint \!\,}       | {\displaystyle \oint _{c}f(x)\,dx} liknande som integral, används för att beteckna en enda integration över en sluten kurva eller loop. |                                                           |                      |
| {\displaystyle \oint \!\,}       | {\displaystyle \oint _{C}\mathbf {A} \cdot \mathbf {dr} } |                                                           |                      |
| f ´                              | derivering | derivatan av f; f prim                                    | analys               |
| f ´                              | f ´(x) är derivatan till funktionen f i punkten x, d.v.s. lutningen av tangenten i denna punkt. |                                                           |                      |
| f ´                              | Om f(x) = x2, så är f´ (x) = 2x |                                                           |                      |
| f ´´                             | andraderivata | andraderivatan av f; f bis                                | analys               |
| f ´´                             | f ´´(x) är andraderivatan till funktionen f i punkten x, d.v.s. derivatan av funktionen f´(x). |                                                           |                      |
| f ´´                             | Om f(x) = x4 + x2, så är f ´´(x) = 12x2 + 2 |                                                           |                      |
| f(n)                             | n-derivata | n-derivatan av f; n:te derivatan av f                     | analys               |
| f(n)                             | f(n)(x), där n är ett heltal, definieras rekursivt genom att säga att n:te derivatan är derivatan av f(n-1). |                                                           |                      |
| f(n)                             | Om f(x) = ekx, så är f(n)(x) = knekx |                                                           |                      |
| ∇                                | gradient | del, nabla, gradienten av                                 | analys               |
| ∇                                | ∇f (x1, …, xn) är vektorn som bildas av alla partiella derivator (df / dx1, …, df / dxn) |                                                           |                      |
| ∇                                | Om f (x,y,z) = 3xy + z² så är ∇f = (3y, 3x, 2z) En bild för användning i text är: Bild:Del.svg (). |                                                           |                      |
| ∇·                               | divergens | div, divergensen av                                       | analys               |
| ∇·                               | Låt v = (v1, ... ,vn) vara en vektor, och varje vi = vi(x1, ..., xn) är en funktion definierad i en given delmängd av Rn. Divergensen av v definieras då som: ∇·v = ∑k=1n dvk/dxk |                                                           |                      |
| ∇·                               | Om v (x,y,z) = (3xy2, y+z, xz-2y3), så är ∇·v = 3y2 + 1 + x |                                                           |                      |
| ∇×                               | rotation | rot, rotationen av                                        | analys               |
| ∇×                               | Låt v = (v1, v2 ,v3) vara en vektor i R3, och varje vi = vi(x,y,z) är en funktion definierad i en given delmängd av R3. Rotationen av v definieras då som: ∇×v = ( dv3/dy - dv2/dz, dv1/dz - dv3/dx, dv2/dx - dv1/dy)                                                                              |                                                           |                      |
| ∇×                               | Om v (x,y,z) = (3xy2, y+z, xz-2y2), så är ∇×v = (-4y-1, 0-z, 0-6xy) = (-4y-1,-z,-6xy) |                                                           |                      |
| ∇2 ∆                             | Laplaceoperatorn |                                                           | analys, vektoranalys |
| ∇2 ∆                             | ∇2f (x1, …, xn) = ∇·(∇f) = (d2f / dx21 + … + d2f / dx2n) |                                                           |                      |
| ∇2 ∆                             | Om f (x,y,z) = 3sin(xy) + z2; så är ∇2f = -3(y2 + x2)sin(xy)+2 |                                                           |                      |